# Рейн (Mortal Kombat)
Рейн (англ. Rain) — персонаж серії Mortal Kombat. Спочатку він з'явився в аркадній версії Ultimate Mortal Kombat 3, в демо-режимі з демонстрацією геймплей, який починався, якщо ніхто не грав за автоматом. Рейн в цій грі не був справжнім персонажем: технічно це була лише копія Рептилії з фіолетовою палітрою.

## Біографія
Уродженець Еденії, Рейн був таємно вивезений з цього світу, коли той опинився під атакою військ Шао Кана. Через тисячі років він з'явився, як вірний союзник імператора. Рейн вважав за краще зрадити рідний світ, ніж постраждати від рук його загонів винищувачів. Він наполегливо боровся за Шао Кана. Але саме прийомній дочці імператора вдалося відкрити Рейну очі. Від неї Рейн дізнався, що він родом з Еденії і що він був сином одного з генералів армії цього світу, який був убитий особисто Шао Каном. Розлючений, Рейн перейшов на сторону Кітани і земних воїнів. Однак, його вірність опору опинилася під питанням, коли Рейн таємниче зник під час атаки чергового загону винищувачів. Чи він відправився здійснити спробу вбити Шао Кана, чи просто втік? Точної відповіді на це запитання немає.
Під час подій Mortal Kombat: Armageddon Рейн знову дав про себе знати. Від Куан Чі він дізнався про те, що його справжнім батьком був бог-захисник Еденії, Аргус, і про те, що він створив квест, який повинен був запобігти кінець світу, а також визначити його спадкоємця. Хоча Рейн знав про те, що в Аргуса є двоє синів, один з яких повинен був стати законним спадкоємцем титулу, він вирішив, що могутність і статус бога-захисника повинні належати тільки йому. Куан Чі пообіцяв, що він і його союзники зможуть затримати Воїнів Світла до того моменту поки Рейн не переможе вогняного елементаля Блейза. Але перед тим, як йти на фінальний поєдинок з Блейз, Рейн вирішив особисто ліквідувати своїх основних суперників, синів Аргуса: Тейво і Дейгона. Задум Рейну провалився. Він воював з Тейвеном і програв, після чого він виступив на боці сил Темряви під час фінальної битви при піраміді Аргуса і загинув.

## Спецприйоми та добивання
Водяний міхур: Рейн кидає в противника міхур з води. Якщо він потрапить у ворога, той опиниться всередині міхура і Рейн зможе контролювати його переміщення в перебігу короткого часу.(MKT, МК (2011))
Блискавка: Рейн піднімає руку і закликає блискавку, яка б'є в місце, де варто противник.(UMK3, MKT, MKA, МК (2011)
Аква сплеск: Рейн з руки випускає потужний струмінь води в противника, від якої він відлітає назад.(MKA, МК (2011))
Водо-портація: Рейн занурюється в невелике озеро води і з'являється за спиною у противника.(MKA, MK (2011))
Вітряні ноги: відштовхуючись потужним струменем води від землі, Рейн запускає себе в супротивника ногами вперед.(MKA)

### Добивання
Вибух міхура: Рейн створює водяний міхур навколо голови супротивника і змушує ворога проковтнути всю воду. В результаті чого ворог надувається і вибухає. (МК (2011)

## Поява в інших медіа

### Телебачення
Рейн з'являється в анімаційному серіалі Смертельна битва: Захисники Землі. У ньому він є колишнім залицяльником Кітани, який вважався загиблим кілька тисяч років тому в битві з Шао Каном. Його минулі відносини з Китаном змушують Лю Кенга ревнувати принцесу до воїна з Еденії.
Рейн також з'являється в одному з епізодів серіалу Смертельна битва: Завоювання. Шао Кан послав Рейна, щоб той убив Великого Чемпіона Землі Кунг Лао до початку наступного турніру. Рейн вступає в бій з монахом, якого йому вдається важко поранити, а й сам еденіец отримує рани в цьому бою. Як тільки з'являються друзі Кунг Лао ослаблений Рейн збігає. Він з'являється в цьому епізоді після того, як його зміг вистежити Сіро. В ході бою Сіро і Рейну втручається Кітана, яка знову звертає Рейну в втечу. Після цього Кітана розповідає, що вона і Рейн раніше були близькі, але еденіец виявився спокушена могутністю, яке йому запропонував Шао Кан і погодився зрадити Еденію. Роль Рейна виконав Персі Браун.

### Фільми
Рейн з'являється на кілька хвилин у другому фільмі Смертельна битва: Винищення. Його можна побачити на самому початку фільму, коли вперше з'являється Шао Кан і його армія і трохи пізніше, на військовій раді імператора. Після того як Шао Кан дізнається, що Рейн вбив Кабала і Страйкера, що не змусивши їх благати про пощаду, він впадає в лють і скидає Рейну в вогненну прірву. Його роль в цьому фільмі виконав Тайрон Кортез Віггінс.

### Комікси
Рейн згадується в коміксі Mortal Kombat X.